# درو ماير
درو ماير (بالإنجليزية: Drew Meyer)‏ هو لاعب كرة قاعدة أمريكي، ولد في 29 أغسطس 1981 في تشارلستون في الولايات المتحدة.

## وصلات خارجية
- درو ماير على موقع دوري كرة القاعدة الرئيسي (الإنجليزية)
- درو ماير على موقعبيزبول رفرنس.كوم (الدوري الرئيسي) (الإنجليزية)
- درو ماير على موقعبيزبول رفرنس.كوم (الدوري الثانوي) (الإنجليزية)
- درو ماير على موقع إي إس بي إن.كوم (أم.أل.بي) (الإنجليزية)
- درو ماير على موقع مشجعي الرسوم البيانية (الإنجليزية)